# Норд-Бевеланд
Норд-Бевеланд (нід. Noord-Beveland) — острів і розташована на ньому громада в провінції Зеландія (Нідерланди).

## Географія
Територія громади займає 121,58 км², з яких 85,96 км² — суша і 35,62 км² — водна поверхня. Станом на лютий 2020 року у громаді мешкає 7 386 осіб.
Острів і громада Норд-Бевеланд розташовані на крайньому південному заході Нідерландів, в провінції Зеландія, біля узбережжя Північного моря. На північ від нього знаходиться річка Східна Шельда, південніше — Версе-Мер відокремлює його від півострова Зюд-Бевеланд. Острів є дуже низькою рівниною, висота його над рівнем моря становить всього 1 метр. Норд-Бевеланд з'єднаний двома дамбами з материком і островом Валхерен. Через Східну Шельду від острова до Зірікзе прокладений Остерсхелдекерінг — другий за величиною міст в Європі. Норд-Бевеланд з'єднаний із сусіднім островом-громадою Схаувен-Дьойвеланд зеландським мостом — самим довгим мостом в Європі з 1965 до 1972 року, і найдовшим мостом Нідерландів з 1965 року по теперішній час.
Громада Норд-Бевеланд була заснована в 1995 році шляхом об'єднання сусідніх громад Кортгене і Віссенкерке. Ратуша її знаходиться в Віссенкерці.